# Steven Wright
Steven Alexander Wright, conegut com a Steven Wright (Cambridge, Massachusetts, 6 de desembre de 1955) és un actor, còmic i escriptor estatunidenc. La seva filmografia principal inclou títols com Buscant la Susan desesperadament  (1985), Reservoir Dogs (1992), Speechless (1994), Natural Born Killers (1994) i Coffee and Cigarettes (2003), i també la sèrie Mad About You.

## Biografia
Wright va néixer al Muntar Auburn Hospital a Cambridge, Massachusetts, i es va criar a Burlington, Massachusetts, fill de Lucille «Dolly» (cognom de soltera Lomano) i Alexander K. Wright. Va ser criat en la fé catòlica romana. La seva mare era d'ascendència italiana i el pare d'ascendència escocesa. Son pare va treballar com a tècnic d'electrònica que «va provar molt material» per a la NASA (al programa de l'aeronau de l'Apol·lo), i quan aquell programa va acabar va treballar com a camioner.
Wright va anar al Middlesex Community College a Bedford durant dos anys per aconseguir el seu grau d'associat abans de continuar amb la seva formació a l'Emerson University. Es va graduar a Emerson el 1978 i l'any següent va començar a realitzar monòlegs a la Comedy Connection a Boston. Wright cita el còmic George Carlin i el director Woody Allen com a influències còmiques.
El 1982, el productor executiu de The Tonight Show Peter Lassally va veure Wright actuant al costat d'altres còmics locals al club de comèdia Ding Ho, a la Inman Square de Cambridge, un local que Wirght va descriure com a «meitat restaurant xinès i meitat club còmic. Era un lloc bastant rar.» Lassally va contractar Wright pel The Tonight Show, de la NBC, on el còmic presentador Johnny Carson i l'audiència de l'estudi van quedar tan impressionats que en menys d'una setmana va ser convidat a tornar a aparèixer al xou. Al maig de 2000, Wright i altres antics alumnes de Ding Ho incloent Lenny Clarke, Barry Crimmins, Steve Sweeney, Bill Sohonage, i Jimmy Tingle van aparèixer en una reunió benèfica per al còmic Bob Lazarus que patia leucèmia.
L'album còmic I Have a Pony va ser llançat el 1985 per la Warner Records. La crítica el va rebre amb entusiasme i va ser nominat per al Premi Grammy al millor àlbum de comèdia. L'èxit d'aquest àlbum li va aconseguir una emissió al canal HBO que va gravar com una actuació en directe, A Steven Wright Special. Llavors Wright va construir un culte de fans i un personatge d'escenari caracteritzat per un aura de foscor, amb el seu estil lent afegint solament el seu misticisme.
L'estrena del concert de la HBO va ser realitzat juntament amb l'antic alumne còmic de «Ding Ho» Bill Sohonage, que va aclamar que l'estil ultra-casual i gairebé caòtic de Steven no era un acte. «Entrava en el meu vestuari, minuts abans que sortís a l'escenari, i em va preguntar si podia agafar prestada una camisa, ja que la seva tenia una gegantesca taca de pizza. Tu pensaries que seria normal estar una mica nerviós per sortir a l'escenari davant de 23.000 persones, i a més per ser gravat per la HBO, però mentre passava per la seva habitació per sortir a l'escenari, el vaig veure profundament dormit i roncant profundament.» L'acta va esdevenir un dels més sol·licitats de la HBO, i li va proporcionar un gran èxit.
El 1989 amb el seu productor i amic Dean Parisot va guanyar un Premi Oscar pel seu curtmetratge de trenta minuts The Appointments of Dennis Jennings, dirigit per Parisot, escrit per Mike Armstrong i Wright, i protagonitzat per Wright i Rowan Atkinson. En acceptar l'Oscar, Wright va dir, «som realment tan feliços que tallariem els altres seixanta minuts»." El 1992 Wright va tenir un paper recurrent en la comèdia de situació televisiva Mad About You. També va posar veu al radiofònic DJ en la pel·lícula escrita i dirigida per Quentin Tarantino, Reservoir Dogs aquest mateix any. «La dona de Dean Parisot, Sally Menke és l'editora de Quentin Tarantino, així que quan editava la pel·lícula i estava arribant al final on encara no tenien al radio DJ encara, ella va pensar en mi i li va dir a Quentin i a ell li va encantar la idea,» Wright va explicar el 2009.
Nombroses llistes de bromes atribuïdes a Wright circulen per Internet, algunes de dubtós origen. Wright ha declarat, «alguns m'han ensenyat llocs, i la meitat del que diuen que he escrit, no ho he fet. Recentment, vaig veure'n un, i jo no havia escrit res d'això. El que és perturbador és que algunes d'aquestes bromes, desitjaria haver-les pensat. D'una gran quantitat d'elles, estic avergonyit que la gent pensi que són meves, perquè algunes són realment dolentes». Després de la seva emissió de comèdia de 1990 Wicker Chairs and Gravity, va continuar fent monòlegs, però es va absentar de la televisió, fent només algunes aparicions ocasionals a programes d'entrevistes nocturns. El 1999 va escriure i dirigir el curtmetratge de 30 minuts One Soldier dient que és «sobre un soldat que va estar en la Guerra Civil, just després de la guerra, amb tots aquests pensaments existencilistes i preguntant-se si hi ha un Déu i totes aquestes coses».
El 2006 Wright va produir Steven Wright: When The Leaves Blow Away, originalment emès a Comedy Central el 21 d'octubre de 2006. El DVD va ser llançat el 23 d'abril de 2007. El 25 de setembre de 2007 Wright va llançar el seu segon àlbum, I Still Have a Pony, un CD amb material de When The Leaves Blow Away. Va ser nominat per al Premi Grammy al millor àlbum de comèdia, però The Distant Future per Flight of the Conchords va guanyar el premi. Encara que no és molt conegut pels seus treballs fos del món de la comèdia, Steven Wright també és músic i ha gravat diverses cançons no-còmiques amb el seu amic i ocasional actor Mark Wuerthner. Wright també té interès en la pintura. Començant el 2008, Steven Wright ocasionalment va aparèixer a The Late Late Show with Craig Ferguson com a artista convidat, apareixent en el xou per ajudar amb un segment sobre el correu dels fans.

## Premis i nominacions
Steven Wright va ser premiat amb un Oscar el 1989 pel seu curtmetratge The Appointments of Dennis Jennings, coescrit amb Michael Armstrong. Va rebre dues nominacions als Emmy com a part de l'equip de producció de Louie, primer el 2014 i una altra vegada el 2015.
El 15 de desembre de 2008, Wright va esdevenir el primer nou membre de la Boston Comedy Hall of Fame. En una enquesta estatunidenca de 2005 per trobar «El còmic de la comèdia» va ser votat entre el top 50 al costat d'altres còmics. Va ser nomenat número 23 a la llista americana dels 100 millors monologuistes de Comedy Central.

## Filmografia
| Any     | Títol                                                        | Paper                                | Notes                                                                      |
| ------- | ------------------------------------------------------------ | ------------------------------------ | -------------------------------------------------------------------------- |
| 1979    | WKRP in Cincinnati                                           | Oficial de seguretat                 | Episodi: "Fish Story"                                                      |
| 1979    | The Last Word                                                | Home en la gentada                   |                                                                            |
| 1985    | Buscant la Susan desesperadament (Desperately Seeking Susan) | Larry Stillman D.D.S.                |                                                                            |
| 1985    | A Steven Wright Special                                      | Ell mateix                           | Monòleg especial; també escriptor                                          |
| 1987    | Trying Times                                                 | Dwight Harper                        | Episodi: "Get a Job"                                                       |
| 1988    | The Appointments of Dennis Jennings                          | Dennis Jennings                      | També escriptor i productor Oscar al millor curtmetratge                   |
| 1988    | Stars and Bars                                               | Pruitt                               |                                                                            |
| 1990    | Els padrins (Men of Respect)                                 | Sterling                             |                                                                            |
| 1991    | Wicker Chairs and Gravity                                    | ell mateix                           | HBO especial de comèdia; també guionista i productor                       |
| 1992    | Reservoir Dogs                                               | DJ K-Billy                           | Veu                                                                        |
| 1992    | Bob                                                          | Noah el taxista                      | Episodi: "Mad Dog on 34th Street"                                          |
| 1993    | So I Married an Axe Murderer                                 | Pilot                                |                                                                            |
| 1993    | Mad About You                                                | Warren Mermelman                     | 5 episodis                                                                 |
| 1994    | The Swan Princess                                            | Speed                                | Veu                                                                        |
| 1994    | Nascuts per matar (Natural Born Killers)                     | Dr. Emil Reingold                    |                                                                            |
| 1994    | Sense paraules (Speechless)                                  | Eddie                                |                                                                            |
| 1994    | Mixed Nuts                                                   | Home al telèfon                      |                                                                            |
| 1995    | For Better or Worse                                          | Cabbie                               |                                                                            |
| 1995    | Canadian Bacon                                               | Niagara Mountie                      |                                                                            |
| 1995–97 | Dr. Katz                                                     | Steven                               | Veu, 2 episodis                                                            |
| 1997    | Happily Ever After: Fairy Tales for Every Child              | Bogeyman                             | Veu, episodi: "Mother Goose"                                               |
| 1997    | Almost Perfect                                               | Ray Whitestone                       | Episodi: "Dating for Ratings"                                              |
| 1998    | Half Baked                                                   | Tipus del sofà                       | No surt als crèdits                                                        |
| 1998    | Els Simpson                                                  | Ell mateix                           | Veu, episodi: "The Last Temptation of Krust"                               |
| 1998    | Babe: Pig in the City                                        | Bob                                  | Veu                                                                        |
| 1998–99 | Hercules: The Legendary Journeys                             | Bootes                               | Veu, 2 episodis                                                            |
| 1999    | Space Ghost Coast to Coast                                   | Ell mateix                           | Veu, episodi: "Snatch"                                                     |
| 1999    | One Soldier                                                  | Curt; director, guionista, productor |                                                                            |
| 1999    | The Muse                                                     | Stan Spielberg                       |                                                                            |
| 2000    | Un perdedor amb sort (Loser)                                 | Client de Panty Hose                 |                                                                            |
| 2001    | The Downer Channel                                           | Walter                               | Episodi: "#1.2"                                                            |
| 2003    | Coffee and Cigarettes                                        | Steven                               | Segment: "Strange to Meet You"                                             |
| 2005    | Son of the Mask                                              | Daniel Moss                          |                                                                            |
| 2005    | The Aristocrats                                              | Ell mateix                           |                                                                            |
| 2005    | When Stand Up Stood Out                                      | Ell mateix                           |                                                                            |
| 2006    | When the Leaves Blow Away                                    | Ell mateix                           | Comedy Central especial de monòleg; també escriptor i productor executiu   |
| 2011    | Aqua Teen Hunger Force                                       | Danny                                | Episodi: "Allen: Part One"                                                 |
| 2011–15 | Louie                                                        | Comic Strip MC / Ell mateix          | Actor: 2 episodis, història per: "The Road: Part 2", productor: 8 episodis |
| 2012    | "(I'm From) Western Mass"                                    | Dr. Westchesterson                   | Vídeo musical                                                              |
| 2015    | The Flaming C                                                | R.A.N.D.I.                           | Veu, 2 episodis                                                            |
| 2016    | Horace and Pete                                              | Leon                                 | Sèrie web                                                                  |

## Discografia
- I Have a Pony, Warner Bros. Records CD (1985)
- A Steven Wright Special, HBO DVD (1985)
- The Appointments of Dennis Jennings, DVD (1989)
- One Soldier, DVD (1999)
- When the Leaves Blow Away, DVD (2006)
- I Still Have a Pony, Comedy Central Records CD (2007)